# Săruri de sulf
Sărurile de sulf, numite și sulfosăruri, sunt sărurile naturale alcătuite cu ajutorul sulfului. Cei mai răspândiți sulfați sunt cei de metale comune, cum ar fi fierul, cuprul, plumbul, etc, sau chiar de metale mai rare, ca mercurul, zincul sau vanadiul, dar și semi-metale ca arsenul, stibiul, bismutul sau germaniul. Toate acestea au o mare importanță industrială;

## Tipuri
- TipulA3BS3:
  - Pirargiritul Ag3SbS3
  - Proustitul Ag3AsS3
  - Tetraedritul Cu12Sb4S13
  - Tennantitul Cu12As4S13

- Tipul A3BS4:
  - Enargitul Cu3AsS4
  - Sulvanitul Cu3VS4
  - Samsonitul Ag4MnSb2S6
  - Geocronitul Pb14(Sb,As)6S23
  - Gratonitul Pb9As4S15

- Tipul A2BS3:
  - Bournonitul PbCuSbS3
  - Seligmanitul PbCuAsPb
  - Aikinitul CuBiS3S3

- Tipul ABS2
  - Boulangeritul Pb5Sb4S11
  - Matilditul AgBiS2
  - Smithitul AgAsS2
  - Calcostibitul CuSbS2
  - Emplectitul CuBiS2
  - Teallitul PbSnS2

- Tipul A2B2S5
  - Ramdohrite Ag3Pb6Sb11S24
  - Jamesonit Pb4FeSb6S14
  - Cosalite Pb2Bi2S5

- A2B3X6 type
  - Andorite PbAgSb3S6
  - Lindstromite Pb3Cu3Bi7S15

- AB2X4 type
  - Zinkenite Pb9Sb22S42
  - Berthierite FeSb2S4
  - Cylindrite Pb3Sn4FeSb2S14